# Dasypoda toroki
Dasypoda toroki är en biart som beskrevs av Michez 2004. Dasypoda toroki ingår i släktet byxbin, och familjen sommarbin. Inga underarter finns listade i Catalogue of Life.

## Bildgalleri

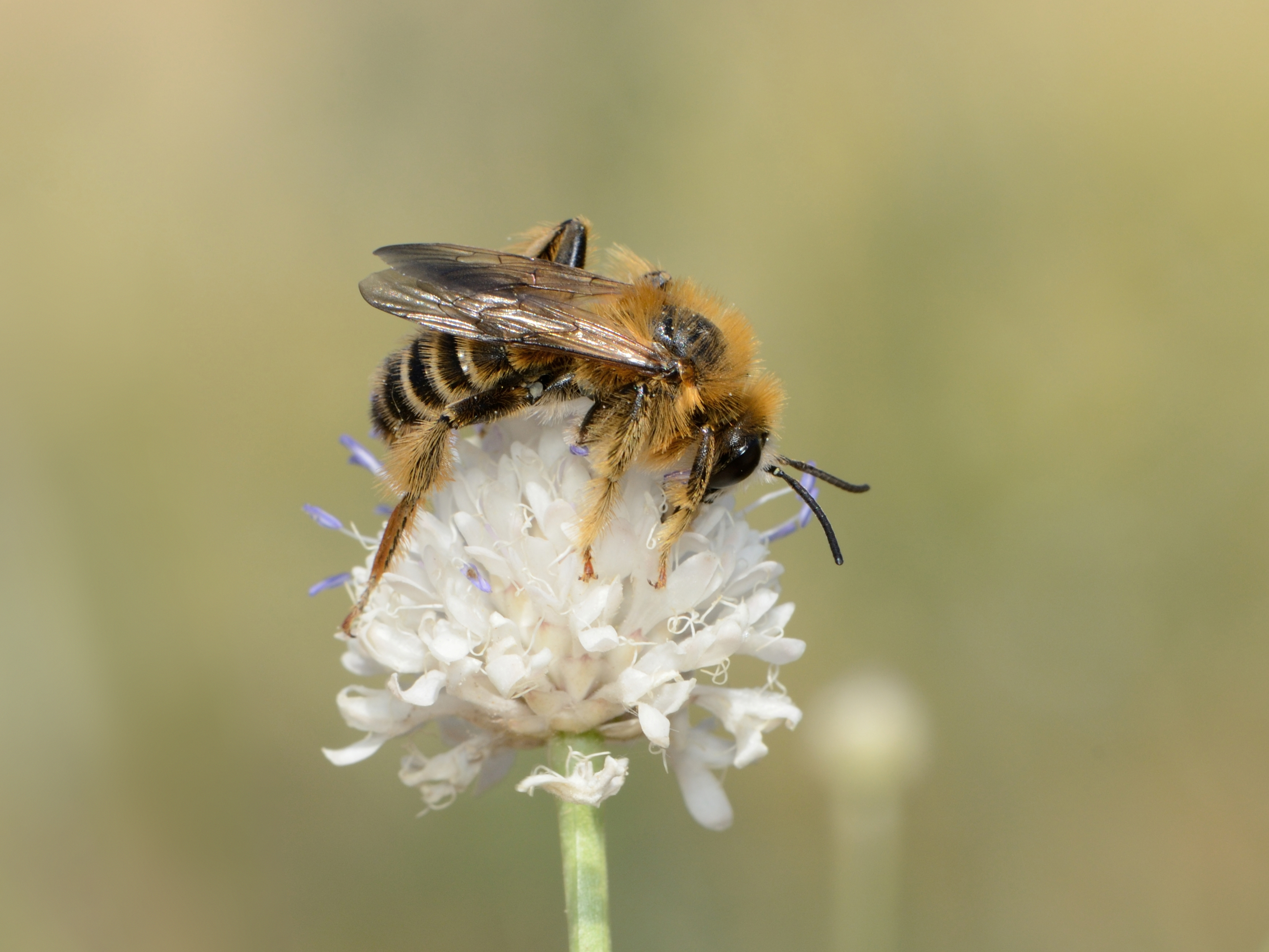